# Красный ворон смерти
«Красный ворон смерти» (англ. «The Raven Red Kiss-Off») — кинофильм. Оригинальное название «Дэн Тёрнер — Голливудский детектив».

## Сюжет
Детектив Тёрнер был направлен на слежку на киностудию в северном Голливуде. Но в это время убивают его подружку и подставляют его. Он вынужден скрываться и доказывать свою невиновность.

## В ролях
- Марк Сингер — Дэн Тёрнер
- Трэйси Скоггинс — Вала Дюваль
- Николас Уорт — Дейв Дональдсон
- Артур Джонсон — Педро Крики
- Пол Бартел — Ларри Бадгер
- Эдди Дизен — гималайский оператор
- Клу Гулагер — дежурный по отделению

## Создатели фильма
- Режиссёр — Кристофер Льюис
- Авторы сценария — Джон Вули, Роберт Лесли Беллем (создатель персонажа Дэна Тёрнера)
- Продюсеры — Кристофер Льюис, Линда Льюис
- Исполнительный продюсер — Чарльз Фрайз
- Редактор — Миллер Дрейк
- Композитор — Род Слан
- Оператор — Стив МакУильямс